# Biên niên sử Paris

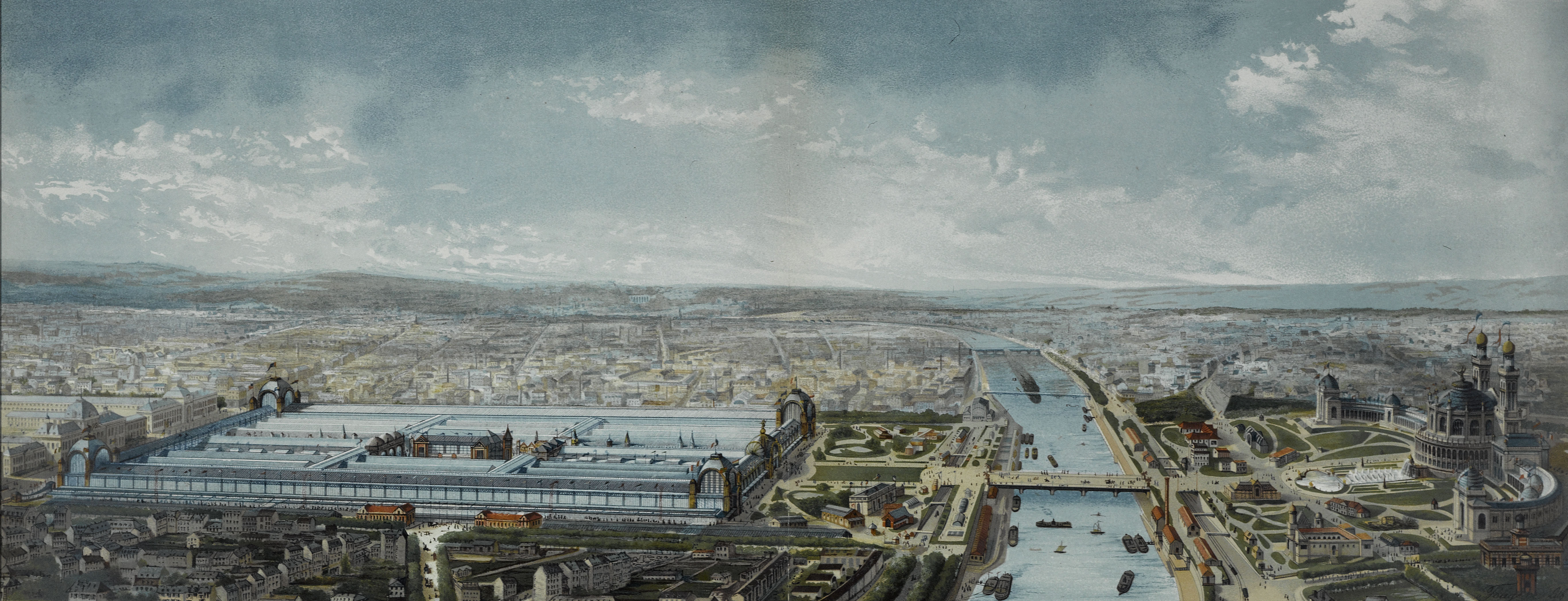
Paris 1878

Paris 2008

Biên niên sử Paris ghi lại các sự kiện của thành phố Paris theo thứ tự thời gian. Xem thêm hai bài Lịch sử Paris và Lịch sử Pháp để hiểu rõ các giai đoạn.

## Tiền sử
- 40.000 TCN: Có sự hiện diện của con người ở vùng Paris[1].
- 4.200 TCN: Con người sinh sống thường xuyên ở Paris

## Cổ đại
- Khoảng 100 TCN: Những đồng tiền vàng đầu tiên của người Parisii xuất hiện.

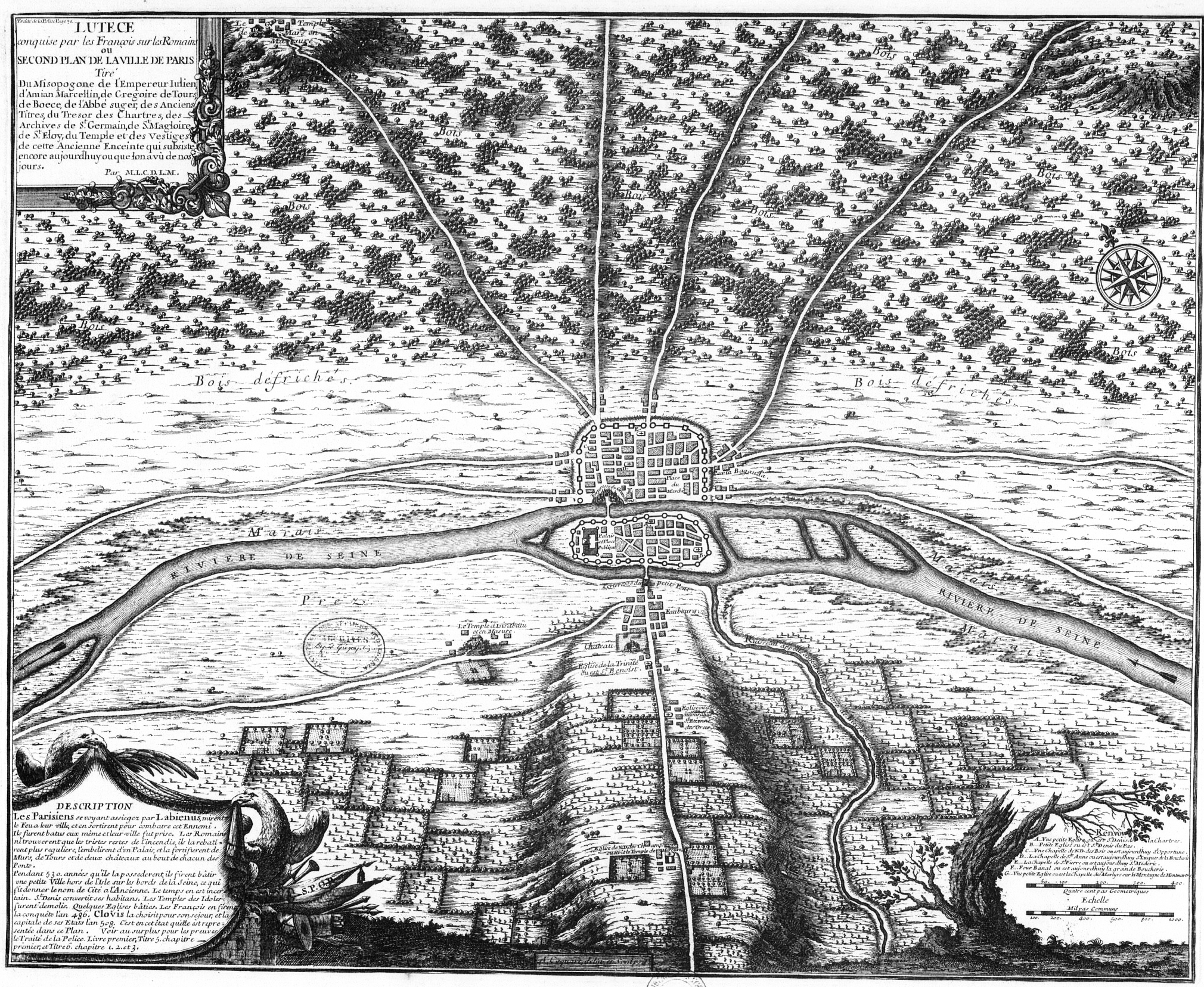
Tấm bản đồ thứ hai của Lutetia

- Tháng 5 năm 52 TCN: Trận Lutetia, Labienus, tướng của Julius Caesar chiến thắng người Sénons và Parisii - đều thuộc người Gaulois. Người La Mã làm chủ khu vực này nhiều thế kỷ sau đó. Những người Gaulois đốt thành phá cầu. Điều này khiến thành phố mới được xây dựng theo kiểu La Mã, trên bảy quả đồi và bên cạnh sông. Giống như Roma.
- Từ 50 tới 100: Xây dựng Đấu trường Lutetia.
- 65-66: Mùa đông khắc nghiệt.
- Từ 100 tới 200: Xây dựng ở Lutetia ba nhà tắm công cộng cổ La Mã. Nước được dẫn bằng ống máng từ sông Bièvre, cách 16 km. Một nghị trường 17.000 chỗ và một nhà hát 3.000 chỗ.
- Khoảng 250: Thánh Denis tử vì đạo. Theo truyền thuyết, Thánh Denis là người truyền Công giáo vào Paris.
- 250: Dân số Lutetia ước tính 6.000 người.
- 275 hoặc 256: Tả ngạn thành bị tấn công. Có thể là những người Germain.
- 291-192: Mùa đông khắc nghiệt. Sông Seine đóng băng. Đây là lần đầu tiên việc này được ghi lại.
- Khoảng 300: Lutetia đổi tên thành Paris.
- 308: Xây dựng tường thành xung quanh Île de la Cité để chống lại người Germain.
- Tháng 3, 346: 20 ngày mưa liên tục gây lũ lụt.
- 360: Công đồng tại Paris chống lại thuyết Arius. Phong trào tôn giáo này bị coi là lạc giáo và "mọi rợ" do không công nhận thần tính của Đức Kitô và giáo lý Tam vị nhất thể, cũng không biết tới thẩm quyền của Giáo hoàng. Thuyết Arius đi cùng với sự xâm chiếm của một số sắc dân Germain. Paris, còn hơn cả Roma, thù nghịch với thuyết Arius và trung thành với Cơ Đốc giáo.
- Khoảng 385: Theo truyền thuyết, Thánh Martin qua Paris, chữa khỏi một người bị bệnh phong ở cửa ô Bắc bằng hôn ban phúc.
- 451: Người Attila và người Hung tấn công Paris, đến trước cửa thành. Thánh Geneviève thuyết phục dân Paris không bỏ chạy.
- 464: Vua người Franc Childéric I bao vây thành Paris.
- Khoảng 475: Xây dựng một nhà thờ tại vị trí mộ Thánh Denis.
- 486: Thánh Geneviève thương lượng với Clovis I. Clovis I vừa chiến thắng tướng La Mã Syagrius, nhưng Thánh Geneviève ngăn cấm không cho Clovis I vào Paris.

## Trung Cổ
- 496 hoặc 498: Clovis I đã theo Công giáo, được người dân Paris đón nhận.
- 500 hoặc 502, 3 tháng 1: Thánh Geneviève mất. Clovis I cho xây nhà thờ Saints-Apôtres, sau đó đổi tên thành nhà thờ Sainte-Geneviève. Thánh Geneviève về sau trở thành thánh bảo trợ của Paris.
- 508: Clovis I lấy Paris làm thủ đô vương quốc Franc.

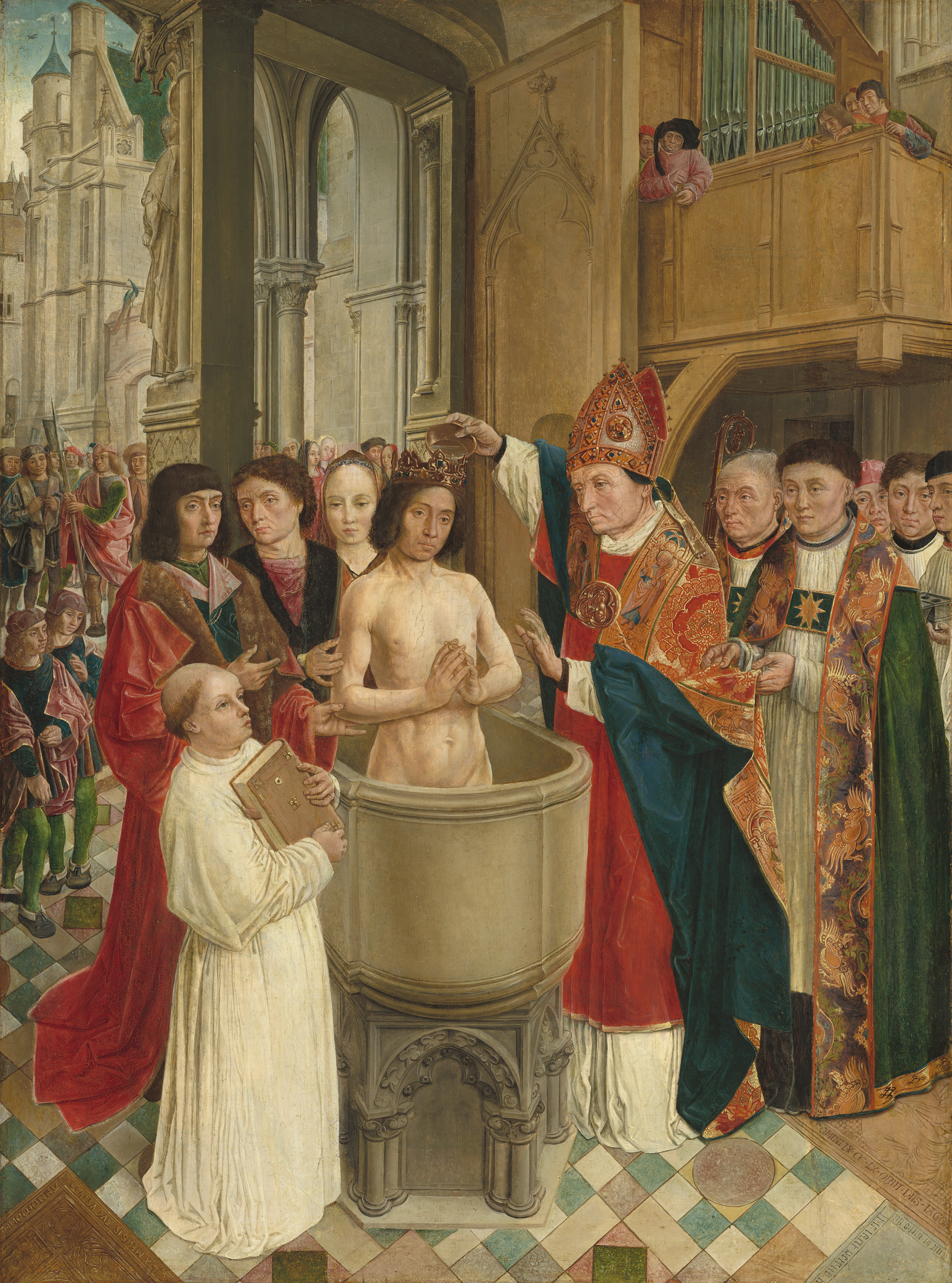
Lễ rửa tội của Clovis I

- 510: Công bố luật Salic. Bộ luật đầu tiên của Pháp, công nhận quyền bình đẳng giữa người Gaulois và người Franc, tự do hôn nhân.
- Khoảng 540: Xây dựng nhà thờ Saint-Étienne
- 577: Chilpéric sửa lại giảng đường La Mã, nơi đây dành cho các buổi biểu diễn.
- 582: Chilpéric bắt nhiều người Do Thái ở Paris quy đạo.
- 583, tháng 1: Lụt ở sông Seine lần đầu được nhắc tới.
- 583-584: Mùa đông ấm, hoa hồng nở vào tháng 1.
- 585: Cháy lớn thiêu chụi Île de la Cité, trừ nhà thờ còn giữ được.
- 614, 10 tháng 10: Hội nghị giáo mục về sự tự do của Tân giáo.
- 651: Bệnh viện Hôtel-Dieu de Paris được Thánh Landry thành lập.
- 654: Thánh Landry mất.
- 754, 28 tháng 7: Giáo hoàng Étienne II ban lễ thành cho vua Pépin le Bref, Carloman (em trai của Pépin le Bref) và vua Charlemagne tại tu viện Saint-Denis.
- 763-764: Mùa đông khắc nghiệt từ 30 tháng 10 tới 10 tháng 2. Biển ở Normandie đóng băng. Sông Seine ở Paris cũng đóng băng. Ô liu và vả bị hỏng vì trời lạnh. Nạn đói sau đó.
- 820: Con phố cổ nhất của Paris được ghi lại: phố Saint-Germain.
- 845, 28 tháng 3: Những người Normand tấn công Paris lần đầu với 120 thuyền Viking và 6000 quân.
- 845: Nạn đói bởi thời tiết thất thường và sự phá phách của người Normand
- 855 tới 876: Trong vòng 20 năm có tới 11 nạn đói.
- 856, 28 tháng 12: Người Normand tấn công lần thứ hai và đốt cháy thành phố.
- 857, 12 tháng 6: Người Normand tiếp tục tấn công. Vì không trả tiền chuộc, tất cả các nhà thờ bị đốt, trừ tu viện Saint-Germain-des-Prés và Saint-Denis.
- 858, 3 tháng 4: Người Normand đến chiếm tu viện Saint-Germain-des-Prés.
- 861: Người Normand tấn công, đốt thành phố và tu viện Saint-Germain-des-Prés.
- 869: Người Normand tấn công, cướp bóc tu viện Saint-Germain-des-Prés.
- 870: Cầu Grand-Pont và cầu Petit-Pont được Charles le Chauve cho xây dựng.
- 885, 24 tháng 11: Người Normand tấn công với 700 thuyền và 30.000 tới 40.000 quân, đứng dưới tường thành.
- 885, 28 tháng 11: Sau 4 ngày tấn công không hiệu quả, những người Normand quyết định dựng trại vây hãm thành phố. Đây là chiến thắng của bá tước Eudes, người chỉ huy Paris cố thủ. Trong khi vây hãm Paris, những người Normand cướp phá xung quanh thành.
- 886, 6 tháng 2: Cầu Petit-Pont bị sập vì nước lớn. Những người Normand tiến về phía thượng nguồn sông Seine cướp phá. Một nhóm quân lớn vẫn ở lại vây Paris.
- 886, tháng 9: Hoàng đế Charles le Gros tới và trả 700 li vơ bạc cho người Normand để giải vây cho Paris. Charles cũng cho người Normand tới đánh chiếm Bourgogne, vùng chưa hoàn toàn chịu khuất phục. Dân Paris không đồng ý với hòa ước này vẫn chống lại người Normand. Những người Normand đi về thượng lưu sông Seine và không qua Paris.
- 887, tháng 5: Người Normand có ý định tấn công tiếp, nhưng sự chống trả của dân Paris làm người Normand phải ngưng lại.
- 889, tháng 6-7: Người Normand lại tấn công tiếp, dân Paris chống trả, nên dừng lại.
- 974-975: Mùa đông khắc nghiệt kéo dài từ 22 tháng 3. Tuyết rơi tới tận tháng 5. Nạn đói với một phần ba nước Pháp và một nửa dân Paris.
- 978, tháng 10: Hoàng đế La Mã thần thánh Otto II tới vây Paris. Hugues Capet ngăn không cho vượt sông.
- 978, 30 tháng 11: Hoàng đế Otto II rút khỏi.

### Thế kỷ 11
- 1007: Bỏ tước vị Bá tước Paris. Đất bá tước gồm thành và vùng xung quanh khoảng 2500 km² vốn từ cuối thế kỷ 5, giờ thuộc về nhà vua.
- 1021: Sinh viên đổ dồn về Paris theo học ở tăng hội Notre-Dame.
- 1021 tới 1029: Nạn đói kéo dài, có những trường hợp ăn thịt người vào ba năm cuối cùng.
- 1031 tới 1040: Nạn đói kéo dài. Theo nhà chép sử Raoul Glaber, nạn đói động tới cả người nghèo cũng như người giàu.
- 1037: Cháy lớn thiêu chụi nhiều khu phố.
- 1074: Hội nghị giáo mục ở Paris, không bắt buộc giáo sĩ phải độc thân.
- 1076-1077: Mùa đông khắc nghiệt từ 1 tháng 11 tới 15 tháng 4, lạnh nhất thế kỷ 11.
- 1100: Bắt đầu những giáo dục của nhà thần học Pierre Abélard.

### Thế kỷ 12
- 1103: Bổ nhiệm Guillaume de Champeaux làm trưởng giáo ở Paris. Giáo dục ở Notre-Dame tạo uy tín.
- 1105: Bệnh dịch.
- 1111, 12 tháng 3: Dân Paris đầy lùi mưu toan chiếm thành phố của Robert I, bá tước Meulan.

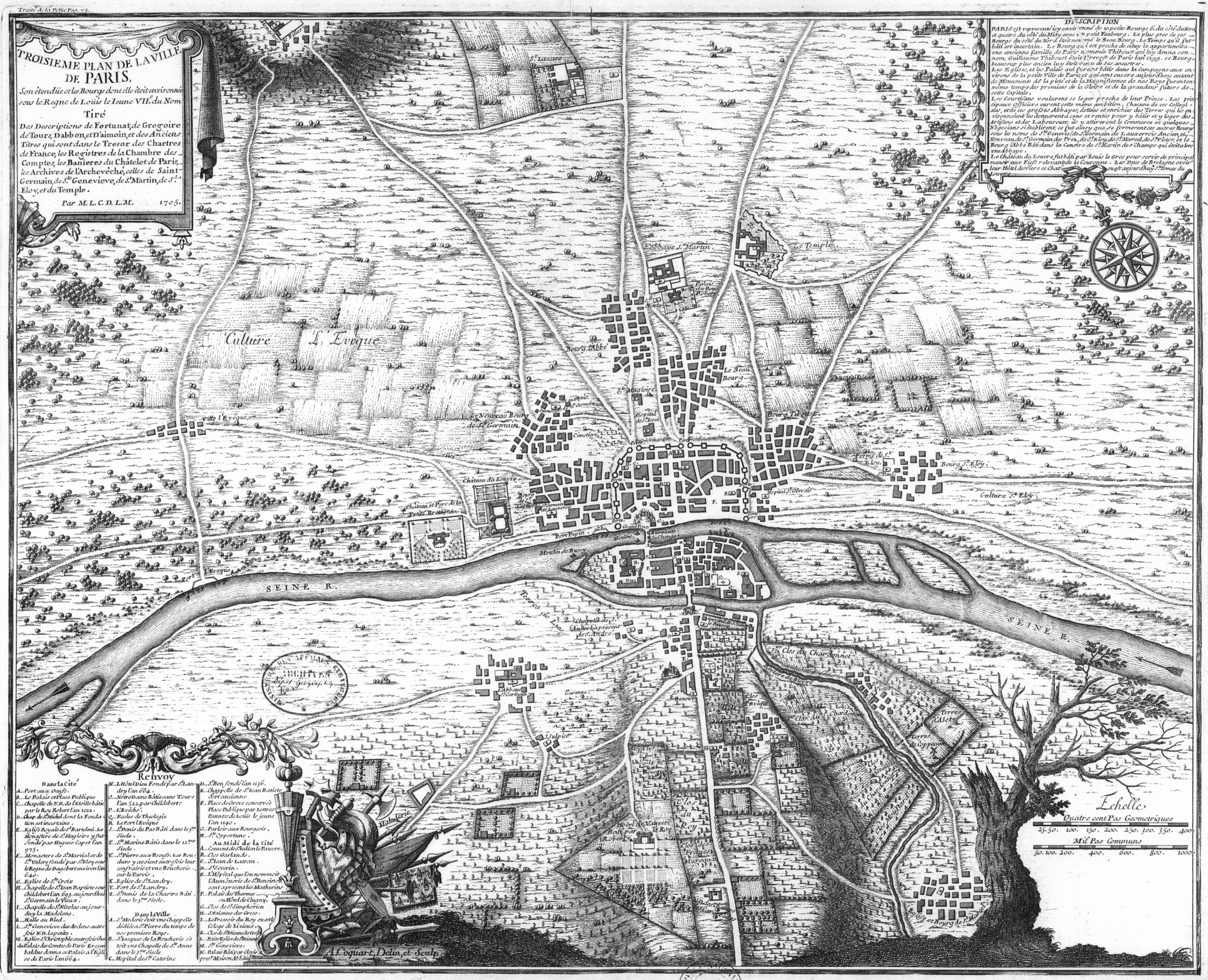
Tấm bản đồ thứ ba, 1180

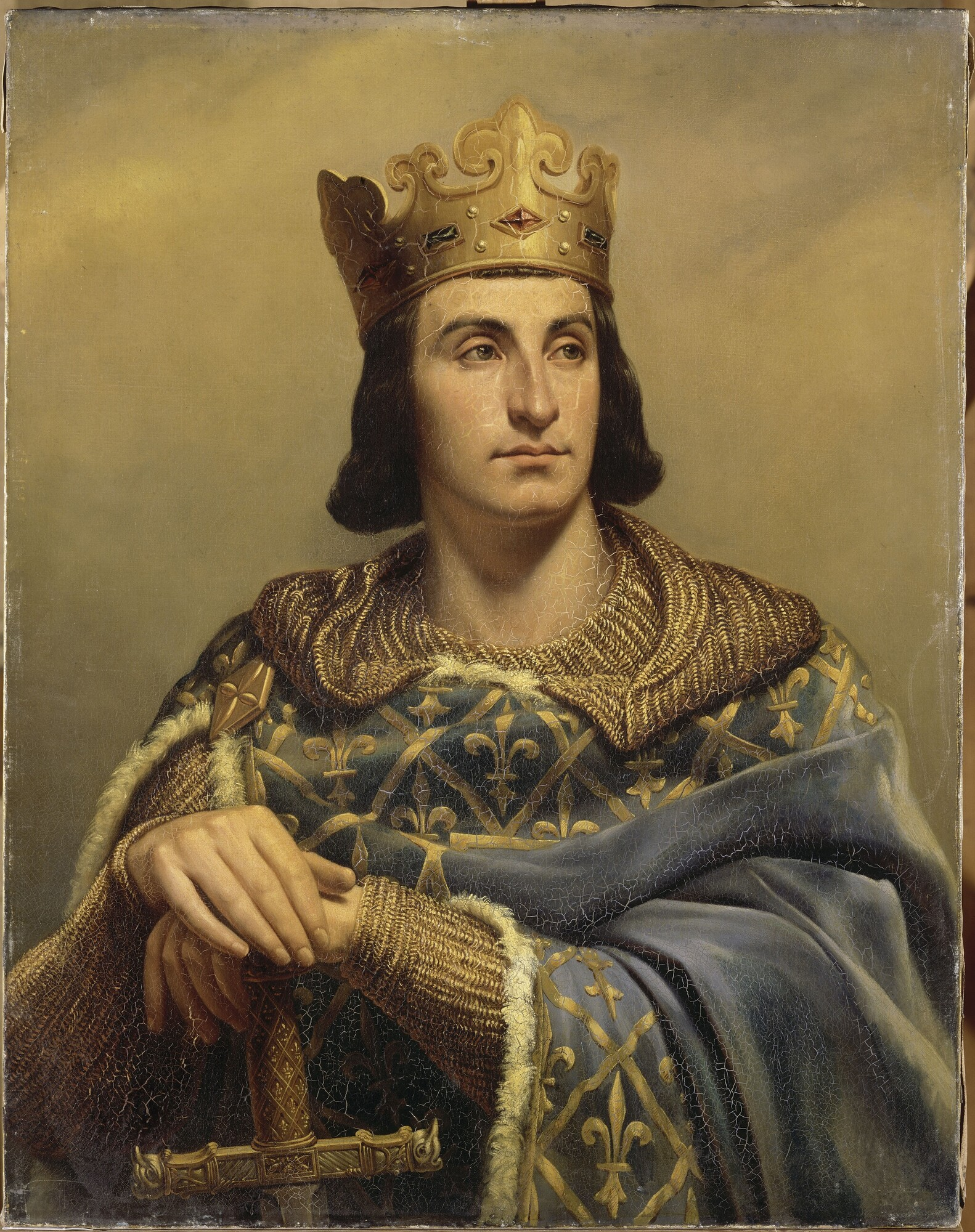
Philippe Auguste

- 1112: Paris trở thành thủ đô của vương triều Capet.
- 1117: Nhà thần học Pierre Abélard bị hoạn theo lệnh của phụ tá Giám mục Fulbert, chú của Héloïse.
- Khoảng 1120: Các thầy giáo và học trò tập trung về đồi Sainte-Geneviève. Trường Notre-Dame đã trở nên quá bé.
- 1129: Dịch bệnh than.
- 1130, 3 tháng 11: Dịch bệnh dừng lại.
- 1131, 2 tháng 11: Hoàng tử Philippe ngã ngựa chết vì một con lợn chạy trên phố Saint-Jean. Sau tai nạn, việc thả lợn tự do trên phố bị cấm.
- 1132: Cháy lớn thiệu chụi nhiều khu phố.
- 1137: Thay chợ ở quảng trường Grève, chuyển đến chợ mới ở Champeaux. Về sau thành Les Halles.
- 1140: Bắt đầu giảng dạy của nhà thần học Pierre Lombard ở trường Notre-Dame.
- 1141: Để giám sát chặt hơn, Louis VII cấp những người đổi tiền hành nghề ngoài cầu Pont au Change.
- 1148: Chuyển dòng sông Bièvre.
- 1149-1150: Mùa đông khắc nghiệt từ tháng 12 tới tháng 2.
- 1150: Dân số Paris ước tính khoảng 50.000 người.
- 1150: Do Thánh Bernard ghi lại, cối xay gió đầu tiên ở đồi Copeaux.
- 1154: Các phụ tá linh mục tát cạn đầm lầy giữa Montmartre và thành phố.
- 1163: Bắt đầu xây dựng nhà thờ Đức Bà.
- 1180, 5 tháng 2: Bắt giữ những người lãnh đạo cộng đồng Do Thái ở Paris. Họ bị Philippe Auguste kết án, phạt 15.000 mác bạc, tức khoảng 3370 kg.
- 1182, tháng 4: Trục xuất người Do Thái khỏi Paris. Nhà thờ Do Thái trở thành nhà thờ Madeleine.
- 1182, 19 tháng 5: Thánh hóa bàn thờ của nhà thờ Đức Bà.
- 1186: Theo lệnh của vua Philippe Auguste, các con phố chính của Paris được lát đá.
- 1188 tới 1190: Nạn đói kéo dài.
- 1190 tới 1220: Philippe Auguste cho xây dựng tường thành mới.
- 1194, 3 tháng 4: Kho lưu trữ hoàng gia bị mất trong trận Freteval. Philippe Auguste quyết định từ đó sao lưu làm hai các văn bản.
- 1194: Nạn đói.
- 1196: Lụt sông Seine.
- 1196 tới 1197: Nạn đói.
- 1197, tháng 3: Lụt sông Seine cuốn những cây cầu của Paris.
- 1198: Những người Do Thái quay lại Paris với điều kiện chịu thuế nặng nề.
- 1198: Xây dựng nhà tu tại vị trí Saint-Antoine-des-Champs.
- 1200: Sinh viên ẩu đả với giáo sĩ, 5 người chết.

### Thế kỷ 13
- 1202: Hoàn thành việc xây dựng cung điện Louvre đầu tiên.
- 1206, tháng 12: Lụt sông Seine phá cầu và nhiều ngôi nhà.
- 1210: Giáo hoàng Innocent III cho phép tổ chức các giáo viên của Đại học thành phường hội.
- 1210: Nhà thần học Amaury de Chartres bị kết án dị giáo, thiêu ở Champeaux.

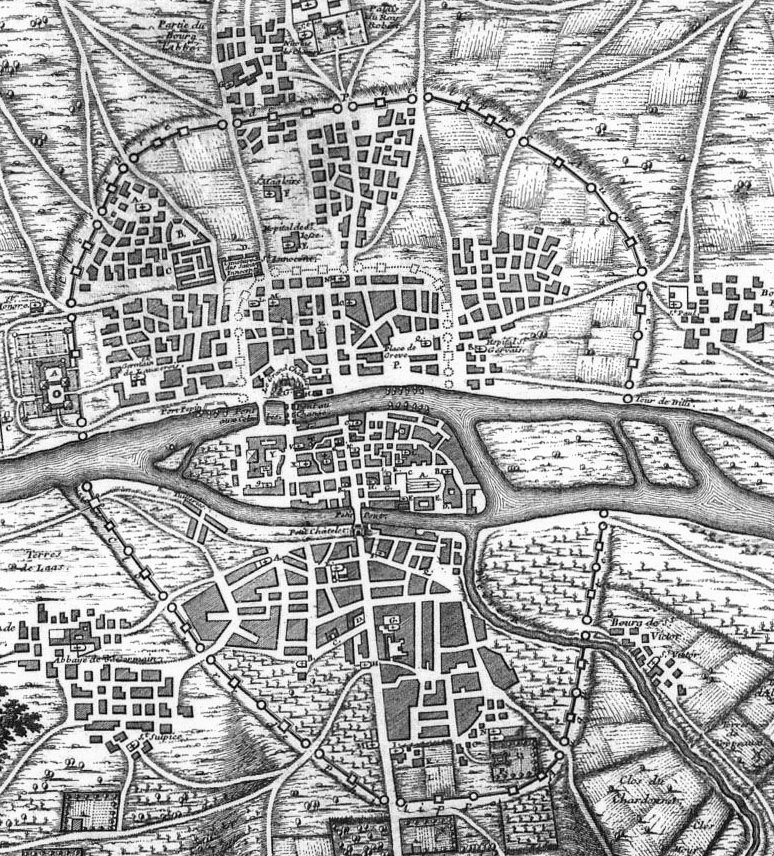
Tường thành của Philippe-Auguste, 1223

- 1214, 27 tháng 8: Sau chiến thắng ở trận Bouvines trước liên minh Anh, Đức và người Flamand, Philippe Auguste được đón mừng ở Paris.
- 1215: Đại học Paris nhận được quy chế.
- 1220: Kết thúc xây dựng tường thành của Philippe Auguste, bảo vệ diện tích 273 hecta.
- 1221: Lụt sông Seine dẫn đến nạn đói.
- 1224-1225: Mùa đông khắc nghiệt từ 9 tháng 10 tới 25 tháng 4. Bệnh dịch ở Paris và cả châu Âu.
- 1229, 26 tháng 2: Đụng độ giữa sinh viên Paris với giáo sĩ vào dịp lễ hội Carnaval.
- 1231, 13 tháng 4: Kết thúc xung đột ở Đại học với sắc lệnh của Giáo hoàng Grégoire IX, đồng ý những sinh viên được đặc quyền như giới tăng lữ.
- Khoảng 1240: Theo lệnh giáo mục Guillaume d'Auvergne, điều chỉnh chuông nhà thờ bằng đồng hồ.
- 1246: Đại học Paris nhận con dấu riêng, được phép tự chủ về tài chính và tư pháp.
- 1248: Bắt đầu giáo dục của Thánh Bonaventure ở Đại học Paris.
- 1248, 26 tháng 4: Thánh hóa nhà thờ Sainte-Chapelle
- 1252: Bắt đầu giáo dục của Thomas Aquinas ở Đại học Paris
- 1254: Vua Louis IX cho thành lập bệnh viện Quinze-Vingts, chăm sóc 300 người mù.
- 1254: Một con voi được đưa về Paris, sau đó làm quà tặng của Louis IX cho vua Henry III của Anh.
- 1257, 1 tháng 9: Mở trường trung học Sorbonne, do Robert de Sorbon thành lập.
- 1261: Các tu sĩ Paris trở thành viên chức hoàng gia.
- 1268: Cuốn Livre des métiers (Sách về các nghề nghiệp) của quan thái thú Étienne Boileau định rõ 132 nghề khác nhau.
- 1292: Phát hành cuốn Livre de taille, nguồn tham khảo chính cho lịch sử các nghề nghiệp ở Paris. Tài liệu này đã thống kê không dưới 300 con phố.
- 1296, 21 tháng 12: Bắt đầu ngập lụt ở sông Seine, kéo dài 5 tháng.
- 1299: Ghi nhận việc xây dựng chiếc đồng hồ đầu tiên ở Paris
- 1300: Dân số Paris ước tính khoảng 150.000 tới 200.000 người
- Khoảng 1300: Xuất hiện những biển hiệu quán trọ, khách sạn đầu tiên.
- Khoảng 1300: Danh sách tên đường phố Paris đầu tiên qua bài vè Dit des rues de Paris.

### Thế kỷ 14
- 1302, 23 tháng 3: Hội nghị các đẳng cấp ở nhà thờ Đức Bà, ủng hộ nhà vua chống lại Giáo hoàng.
- 1303, 12 tháng 6: Một cuộc họp mới của Hội nghị các đẳng cấp tại nhà thờ Đức Bà tiếp tục ủng hộ nhà vua.
- 1305: Những người đổi tiền được sắp xếp đến ở cầu Grand-Pont, từ đó thành cầu Pont au Change.
- 1306, 21 tháng 6: Tịch thu tài sản và trục xuất người Do Thái khỏi Paris.
- 1306, 30 tháng 12: Nổi loạn chống lại giá thuê nhà quá cao. Nhà vua Philippe IV le Bel bị đám đông vây hãm ở Temple.
- 1307, 5 tháng 1: Sau cuộc nổi loạn, 28 người bị treo cổ.
- 1307, 13 tháng 10: Bắt giữ các chức sắc Dòng Đền.
- 1311: Trục xuất những người cho vai nặng lãi xứ Lombardia.
- 1313: Xây dựng kè sông đầu tiên của thành phố, nằm giữa tu viện Grands Augustins và tòa nhà Nesle.
- 1313, 13 tháng 6: Hội nghị các đẳng cấp một lần nữa ở nhà thờ Đức Bà, ủng hộ nhà vua chống lại Giáo hoàng.
- 1314, 19 tháng 3: Thiêu các chức sắc Dòng Đền, gồm cả Jacques de Molay, ở Île de la Cité.
- 1315, tháng 4 tới tháng 7: Mưa và lạnh. Vụ mùa không chín, không thu hoạch được.
- 1315, tháng 7: Người Do Thái được phép quay lại Paris.

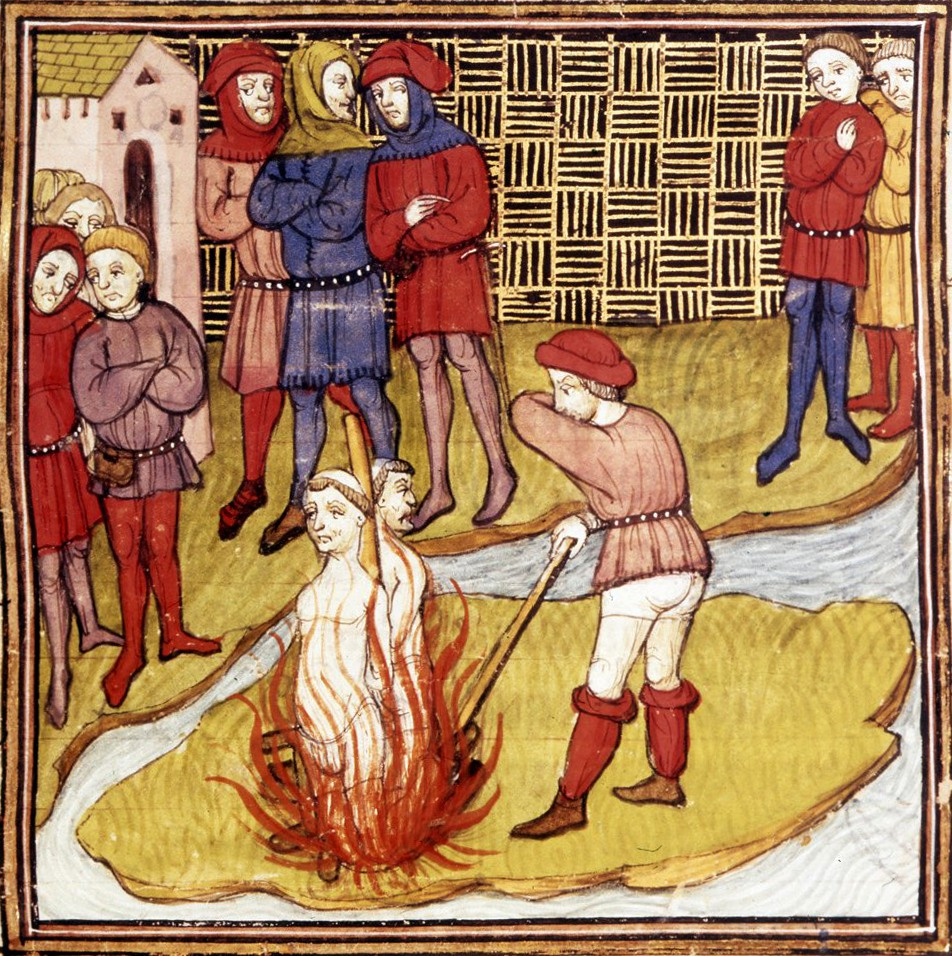
Jacques de Molay bị thiêu sống

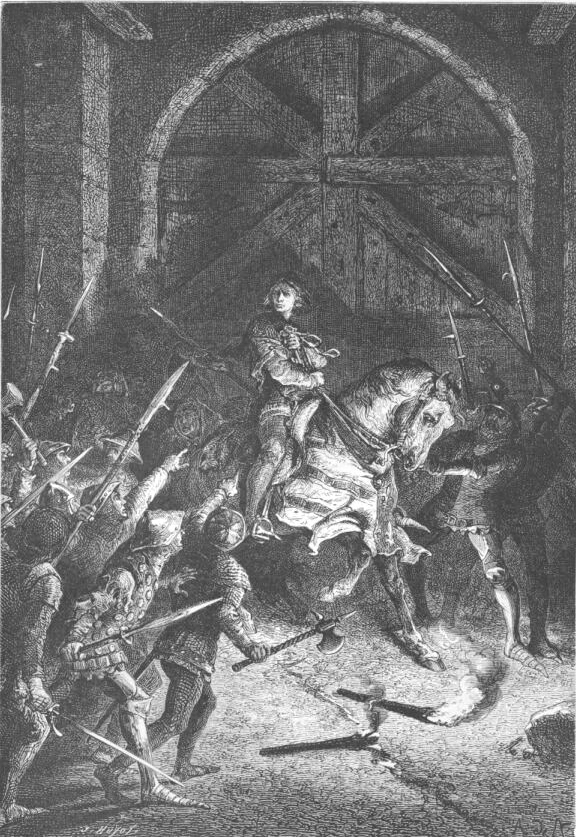
Étienne Marcel

- 1315-1316: Mùa đông khắc nghiệt kéo dài, nạn đói, sông Seine đóng băng. Khi băng tan, những cây cầu bị cuốn đi.
- 1320: Dân số Paris ước tính khoảng 250.000 người.
- 1320, tháng 12: Tổ chức nghị viện thành ba phòng: Grand-Chambre, Chambre des enquêtes và Chambre des requêtes.
- 1322: Cho phép lao động ban đêm. Trước đó cấm chặt chẽ.
- 1323: Xuất bản hướng dẫn du lịch đầu tiên về Paris bởi Jean de Jandun.
- 1325: Giá treo cổ gỗ Montfaucon được thay bằng giá treo cổ đá.
- 1326, 6 tháng 1: Mùa đông khắc nghiệt kéo dài, sông Seine đóng băng. Khi băng tan cầu Paris bị cuốn đi. Giao thông với đảo Île de la Cité phải dùng thuyền trong 5 tuần.
- 1328, tháng 2: Bệnh dịch chết nhiều người.
- 1342, 20 tháng 3: Đánh thuế muối, bị phản đối.
- 1345: Sau 182 năm xây dựng, nhà thờ Đức Bà hoàn thành.
- 1348, tháng 8: Bắt đầu dịch hạch đen ở Paris, kéo dài 2 năm.
- 1348: Cuối năm, triều đình hạn chế thải rác xuống sông Seine, nguồn nước chính của thành phố.
- 1349, tháng 5: Đỉnh điểm dịch hạch đen. Hội đồng hoàng gia rời thành phố.
- 1357, 7 tháng 7: Étienne Marcel, quan thái thú từ 1355, mua lại tòa nhà "maison aux piliers" ở quảng trường Grève, rồi xây Tòa thị chính đầu tiên của Paris.
- 1358, 22 tháng 2: Dân Paris với sự chỉ đạo của Étienne Marcel tấn công Palais de la Cité. Étienne Marcel muốn Paris trở thành tự trị.
- 1358, 24 tháng 2: Thái tử hứa tôn trọng quyết định tháng 3 năm 1357. Bốn thị dân Paris được vào hội đồng, trong đó có Étienne Marcel.
- 1358, 4 tháng 5: Vua Charles II vào Paris.
- 1358, 19 tháng 6: Thái tử Vermandois vây hãm Paris.
- 1358, 10 tháng 6: Khởi nghĩa nông dân ở Beauvaisis do Étienne Marcel ủng hộ kết thúc.
- 1358, 11 tháng 8: Âm mưu phá vòng vây của dân Paris bị chặn ở Bercy.
- 1358, 19 tháng 7: Paris thôi bị vây hãm.
- 1358, 21 tháng 7: Ẩu đả trong quán cabaret giữa dân Paris và lính đánh thuê người Anh. Khoảng 30 người Anh chết, hơn 50 người bị đi tù.
- 1358, 22 tháng 7: Dân Paris đi săn lùng người Anh tại Saint-Cloud và Saint-Denis nhưng bị phục kích và bị người Anh tàn sát.
- 1358, 31 tháng 7: Étienne Marcel định mở cửa thành phố cho lính đánh thuê của vua Navarre nhưng bị các thân tín của thái tử giết chết.
- 1358, 2 tháng 8: Charles V chiến thắng, vào thành phố. Kết thúc giấc mơ tự trị của Paris.
- 1358, 10 tháng 8: Sau khi xử tử một vài thân binh của Étienne Marcel, lệnh ân xá được công bố.
- 1360 tới 1363: Dịch hạch.
- 1363: Nghèo đói khiến hành khất đầy đường phố.
- 1364: Charles V rời Hôtel Saint-Pol ở Le Marais về cung điện Louvre mới sửa lại.
- 1365: Dân số Paris ước tính khoảng 275.000 người.
- 1366 tới 1369: Dịch hạch.
- 1368: Lại chuyển dòng sông Bièvre. Phần sông chảy trong thành phố chuyển thành cống.
- 1370: Theo lệnh triều đình, đồng hồ nhà thờ đánh chuông mỗi 15 phút.
- 1370, 22 tháng 4: Đặt viên đá đầu tiên ở Bastille.
- 1373: Sông Seine lụt lớn.
- 1374: Dịch hạch.
- 1378: Xây cầu Saint-Michel, ban đầu mang tên Pont Neuf.
- 1379 tới 1380: Dịch hạch.
- 1380: Kết thúc xây dựng tường thành của Charles V, bảo vệ 439 hecta.
- 1382: Dịch hạch.
- 1383: Đợt nắng nóng mùa hè.
- 1392: Thống kê thấy tám phòng chơi môn Jeu de paume ở Paris.
- 1392: Được cho phép từ 1332, việc lao động ban đêm bị cấm trở lại.
- 1397, 22 tháng 1: Cấm trò Jeu de paume.
- 1339 tới 1401: Dịch hạch.

### Thế kỷ 15
- 1407-1408: Mùa đông khắc nghiệt từ 10 tháng 11 tới 10 tháng 4. Một trong những mùa đông lạnh nhất thời Trung Cổ. 66 ngày đóng băng ở Paris. Sông Seine đóng băng. Cầu gỗ của Petit-Châtelet bị hỏng. Nạn nói.
- 1413: Khởi nghĩa Cabochien.
- 1417 tới 1439: Mùa hè nóng, nho chín cuối tháng 8.
- 1419- 1420: Mùa đông lạnh kéo dài, tuyết rơi nhiều. Chó sói xuất hiện ở Paris.
- 1422: Dân số Paris ước tính 100.000 người.

## Phục Hưng
- 1500: Dân số Paris ước tính 150.000 người.
- 1521, 15 tháng 4: Sorbonne lên án lý thuyết của Martin Luther.
- 1530: Collège de France được François I thành lập dưới tên « Collège royal ».
- 1531, tháng 13: Dịch hạch.
- 1534, 17-18 tháng 10: Vụ việc giấy yết thị, những người theo giáo lý Calvin dán các yết thị trên khắp phố vào đêm 17, sáng 18.
- 1538, 29 tháng 7: Nổ tháp La Forge, vốn dự trữ thuốc súng.
- 1548, 30 tháng 8: Khách thành nhà hát biểu diễn thường xuyên đầu tiên.
- 1533: Những người Ý làm nước đá mang tới Paris nước hoa quả đóng đá lần đầu tiên.
- 1557, 4-5 tháng 9: Những người Công giáo chống lại những người Kháng Cách.
- 1559, 25 tháng 5: Hội nghị tôn giáo Calvin lần đầu tại phố Marais.
- 1565: Dân số Paris ước tính 294.000 người.

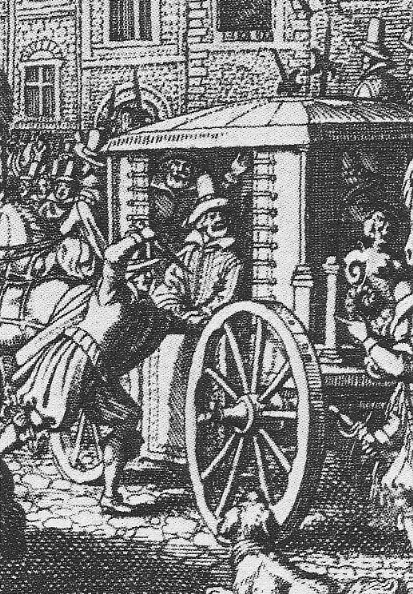
Henri IV bị ám sát

- 1572, 23-24 tháng 8: Thảm sát Ngày lễ Thánh Barthélemy, người Công giáo chống lại người Kháng Cách.
- 1587: Giảng dạy tiếng Ả Rập ở Collège de France.
- 1588, 12 tháng 5: Dân Paris nổi loạn, « Journée des barricades ».
- 1590: Henri IV vây hãm Paris lần thứ ba, 100.000 người chết.
- 1591, 3 tháng 1: Henri IV định vào Paris nhưng không thành công.
- 1594, 22 tháng 3: Henri IV vào Paris.
- 1600: Dân số Paris ước tính 300.000 người.
- 1610, 14 tháng 5: Henri IV bị một kẻ cuồng tín ám sát trên phố Ferronnerie.
- 1615-1616: Mùa đông băng giá. Sông Seine đóng bằng từ 1 tới 30 tháng 1. Khi băng tan, cầu Saint-Michel bị cuốn đi.
- 1631, 30 tháng 5: Tờ La Gazette de France ra số đầu tiên. Đây là tờ báo cổ nhất của Pháp, đến năm 1915 mới dừng lại.
- 1624, 13 tháng 3: Buổi họp đầu tiên của Viện hàn lâm Pháp.
- 1636: Trà trở thành thức uống ở Paris.
- 1634: Một điển bán cà phê được mở cửa nhưng lại đóng. Phải 20 năm sau mới có quán cà phê đầu tiên ở Paris.
- 1648, 27 tháng 8: Người dân nổi loạn chống lại "Sự lạm dụng của Nhà nước". Nhiều tù nhân được người nổi loạn thả.
- 1651, 15 tháng 5: Cuộc đua ngựa hiện đại lần đầu tiên được tổ chức ở Paris.
- 1658, 27 tháng 2: Lụt lớn nhất ở sông Seine lên tới 8,96 m.
- 1617 tới 1676: Tường thành mới của Louis XIII
- 1674, tháng 10: Những người đầu tiên đến sống tại Điện Invalides.
- 1680: Dân số Paris ước tính 500.000 người.

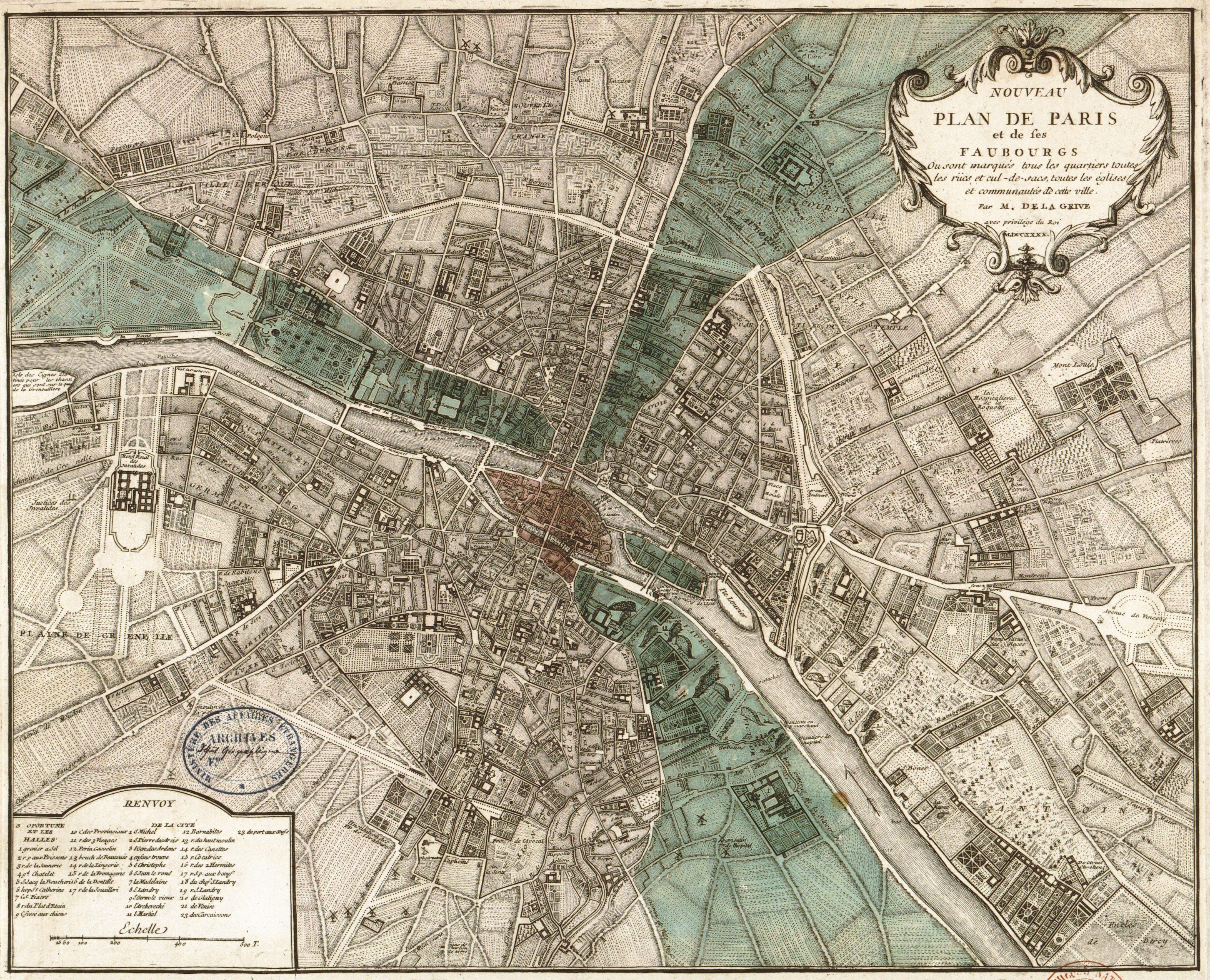
Bản đồ Paris, 1740

- 1708-1709: Mùa đông băng giá, nhiệt độ - 23,1 °C vào 13 tháng 1 ở Paris. Trong 10 ngày nhiệt độ dưới - 10 °C. Nạn đói, toàn nước Pháp 1,4 triệu người chết. Tháng 4 tuyết mới tan.
- 1739-1740: Mùa đông băng giá. Lạnh từ tháng 10 tới tháng 3. 75 ngày đóng băng ở Paris, với 22 ngày liên tiếp.
- 1740, 26 tháng 12: Lần thứ ba lụt lớn ở sông Seine, mực nước lên tới 8,05 m.
- 1775-1776: Mùa đông băng giá ở miền bắc Pháp. Ngày 29 tháng 1, - 17,2 °C. Sông Seine đóng băng từ 25 tháng 1 tới 6 tháng 2.
- 1783, 21 tháng 11: Lần đầu tiên người bay bằng khí cầu. Pilatre de Rosier thực hiện chuyến bay 28 phút với độ cao 1000 mét.
- 1783-1784: Mùa đông băng giá. 66 ngày đóng băng liên tiếp ở Paris. Lạnh từ 7 tháng 1 tới 4 tháng 2. Nhiệt độ kỷ lục - 19,1 °C ở Paris. Sông Seine đóng băng hai tháng.
- 1788-1789: Mùa đông băng giá. 56 ngày đóng băng liên tiếp ở Paris. Sông Seine đóng băng từ 20 tháng 11 tới 20 tháng 1. Nhiệt độ kỷ lục - 21,8 °C ở Paris vào ngày 31 tháng 12 năm 1788.
- 1789: Dân số Paris ước tính 650.000 người.

## Cách mạng Pháp
- 1789, 14 tháng 7: Chiếm ngục Bastille.
- 1789, 15 tháng 7: Nhà thiên văn Jean Sylvain Bailly trở thành thị trưởng đầu tiên của Paris.
- 1789, 6 tháng 10: Vua Louis XVI về cung điện Tuileries.
- 1790, 14 tháng 7: Lễ hội Fédération được tổ chức ở Champ-de-Mars.
- 1792, 9 tháng 7: Những người cách mạng chiếm Tòa thị chính thành phố.

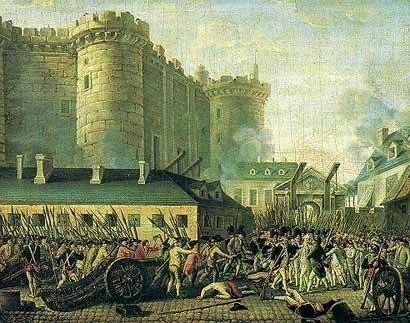
Chiếm ngục Bastille

- 1792, 10 tháng 8: Những người cách mạng vây hãm cung điện Tuileries. Vua Louis XVI cùng hoàng gia bị tống giam ở Tour du Temple.
- 1792, 21 tháng 9: Chính quyền tuyên bố chấm dứt chế độ quân chủ và thành lập nền Cộng hòa.
- 1793, 17 tháng 1: Louis XVI bị kết án tử hình cùng tội danh âm mưu chống lại tự do nhân dân và an ninh chung.
- 1793, 21 tháng 1: Tại quảng trường Cách mạng, Louis XVI bị hành quyết.
- 1793, 16 tháng 10: Maria Antonia của Áo cũng bị hành quyết tại quảng trường Cách mạng, rồi nhiều người khác.
- 1793-1794: Mùa đông băng giá. Hai đợt lạnh: từ giữa tháng 12 tới cuối tháng 1 và từ giữa tháng 2 tới cuối tháng 3. 52 ngày đóng băng liên tục ở Paris. Sông Seine đóng băng từ 25 tháng 12 tới 28 tháng 1.
- 1794-1795: Mùa đông băng giá. Nhiệt đó kỷ lục - 23,5 °C ở Paris ngày 23 tháng 1. 42 ngày đóng băng liên tục ở Paris. Sông Seine đóng băng từ 25 tháng 12 tới 28 tháng 1.
- 1796, 22 tháng 9: Tại Champs-de-Mars, « Olimpic đầu tiên của nền Cộng hòa » với 300.000 khán giả.
- 1797, 22 tháng 9: Chương trình thể thao nhân dịp lễ Cách mạng.
- 1797: Lần đầu tiên một người Pháp nhảy dù, từ độ cao 650 mét xuống Paris.
- 1798, 22 tháng 9: Chương trình thể thao nhân dịp lễ Cách mạng. Lần đầu tiên sử dụng hệ đo lường bằng mét cho môn điền kinh.

## Hiện đại

### Thế kỷ 19

Napoléon Bonaparte nhận tôn phong hoàng đế

- Napoléon Bonaparte nhận tôn phong hoàng đế1801: Dân số Paris đạt 546.000 người.
- 1803, 9 tháng 8: Thuyền chạy hơi nước Fulton trên sông Seine.
- 1804, 2 tháng 9: Hoàn thành cầu Austerlitz.
- 1804, 2 tháng 12: Napoléon Bonaparte nhận tôn phong hoàng đế từ Giáo hoàng Pie VII tại nhà thờ Đức Bà.
- 1807, 29 tháng 7: Sắc lệnh giảm số nhà hát Paris xuống còn 8.
- 1810, 15 tháng 8: Khánh thành lần đầu cột Vendôme.
- 1816: 5000 đèn lồng thắp sáng 1600 con phố. Nhiều khiếu nại về chất lượng thắp sáng này. Sau đó áp dụng theo kỹ thuật của London với lối đi có mãi che Panoramas là nơi đầu tiên.
- 1817, 8 tháng 7: Khánh thành tàu điện chạy tụt dốc giải trí ở vườn Beaujon.
- 1824, tháng 10: Khánh thành cửa hàng quần áo may sẵn đầu tiên La belle jardinière của Pierre Parissot.
- 1825, 3 tháng 6: Thử nghiệm chiếu sáng công cộng bằng gas lần đầu tiên ở quảng trường Vendôme.
- 1825, 4 tháng 11: Hoàn thành kênh Saint-Martin.
- 1826: Cửa hành sách đầu tiền của Louis Hachette, về sau thành nhà xuất bản Hachette nổi tiếng.
- 1826, 16 tháng 7: Nhật báo Le Figaro phát hành số đầu tiên.
- 1829, 1 tháng 1: Chiếu sáng bằng gas ở phố Paix.
- 1829, 15 tháng 10: Nhật báo Le Temps phát hành số đầu tiên.
- 1830, 27-29 tháng 7: Cách mạng Tháng Bảy hay Ba ngày vinh quang: dân Paris nổi dậy chống lại Charles X.

Cách mạng Tháng Bảy
La Liberté guidant le peuple của Eugène Delacroix

- 1832, 19 tháng 2-1 tháng 10: Dịch tả giết hại hơn 18.500 dân Paris.
- 1836, 1 tháng 7: Phát hành số đầu tiên của hai nhật báo Le Siècle và La Presse.
- 1836, 29 tháng 7: Hoàn thành Khải Hoàn Môn
- 1836, 25 tháng 10: Dựng cột Obélisque de Louxor tại quảng trường Concorde.
- 1837, 26 tháng 8: Khánh thành tuyến đường sắt đầu tiên của Pháp nối Paris với Saint-Germain-en-Laye.
- 1839, 2 tháng 8: Tuyến đường sắt Paris-Versailles bắt đầu mở cửa cho hành khách.
- 1840, 28 tháng 7: Hoàn thành cây cột Tháng Bảy ở quảng trường Bastille, kỷ niệm Cách mạng Tháng Bảy năm 1830.
- 1840, 15 tháng 12: Tro hài cốt của Napoléon Bonaparte được đưa về Điện Invalides.
- 1842: Lần đầu Pháp sản xuất thuốc lá tại khu phố Gros-Caillou.
- 1843, 4 tháng 3: Số đầu tiên của tuần báo Paris L'Illustration.
- 1843, 2 tháng 5: Hoàn thành tuyến đường sắt Paris-Orléans.
- 1843, 3 tháng 5: Hoàn thành tuyến đường sắt Paris-Rouen.
- 1843, 20 tháng 10: Thử nghiệm chiếu sáng bằng điện lần đầu ở quảng trường Concorde.
- 1846, 7 tháng 1: Kết thúc xây dựng nhà ga Gare du Nord.
- 1846, 14 tháng 6: Hoàn thành tuyến đường sắt Paris-Lille.
- 1848, tháng 2 tới tháng 6: Nổi dậy ở Paris, tuyên bố nền Cộng hòa.
- 1851: Dân số Paris đạt 1.053.262 người.
- 1851: Hoàn thành đoạn đường sắt, về sau thành Petite Ceinture ở Paris.
- 1852, 11 tháng 12: Khánh thành Cirque Napoléon, hiện nay là rạp xiếc Cirque d'hiver
- 1853, 13 tháng 3: Khánh thành bệnh viện Lariboisière.
- 1853, 1 tháng 6: Cửa hàng Le Bon Marché của Aristide Boucicaut mở cửa.
- 1855: Triển lãm thế giới.

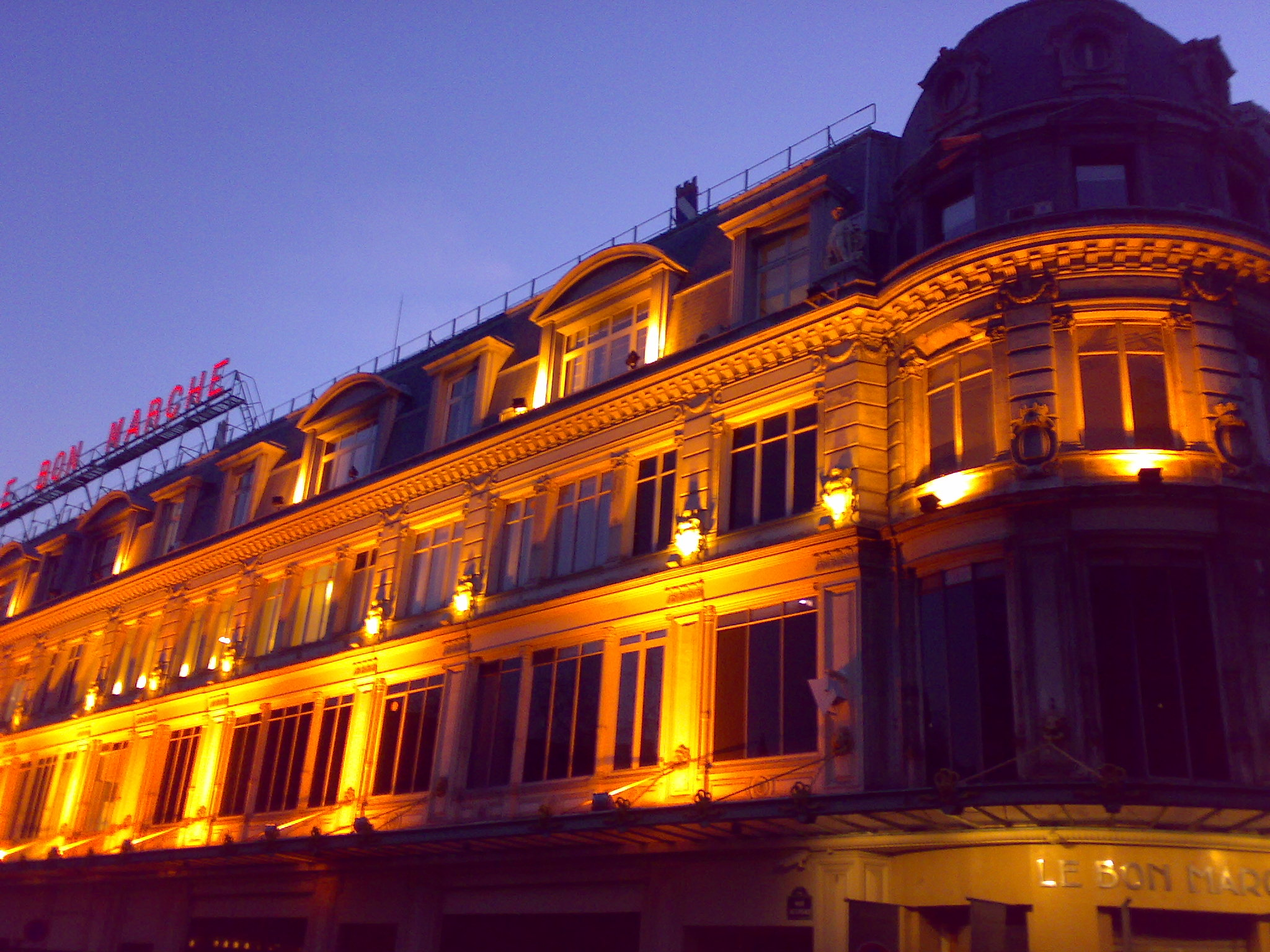
Le Bon Marché ngày nay

- 1858, 19 tháng 3: Bỏ phiếu luật cải tạo lại Paris.
- 1860, 1 tháng 1: Mười một xã ngoại thành sáp nhập vào Paris: Auteuil, Passy, Les Batignolles, Montmartre, La Chapelle, La Villette, Belleville, Charonne, Bercy, Vaugirard và Grenelle.
- 1861: Anh em nhà Michaux phát minh bàn đạp, chạy ở Champs-Élysées.
- 1863, 1 tháng 2: Nhật báo Petit Journal phát hành số đầu tiên
- 1865, 11 tháng 5: Khánh thành đại cửa hàng Printemps của Jules Jaluzot.
- 1867: Triển lãm thế giới
- 1867, 1 tháng 10: Mở cửa chợ gia súc Villette.
- 1868, 1 tháng 7: Các cột Morris đầu tiên quảng cáo các buổi trình diễn.
- 1868, 5 tháng 6: Nhật báo Le Gaulois phát hành số đầu tiên.
- 1870, 10 tháng 1: Nhà báo Yvan Salmon, tức Victor Noir bị ám sát.
- 1870, 4 tháng 9: Biểu tình và tuyên bố nền Cộng hòa.

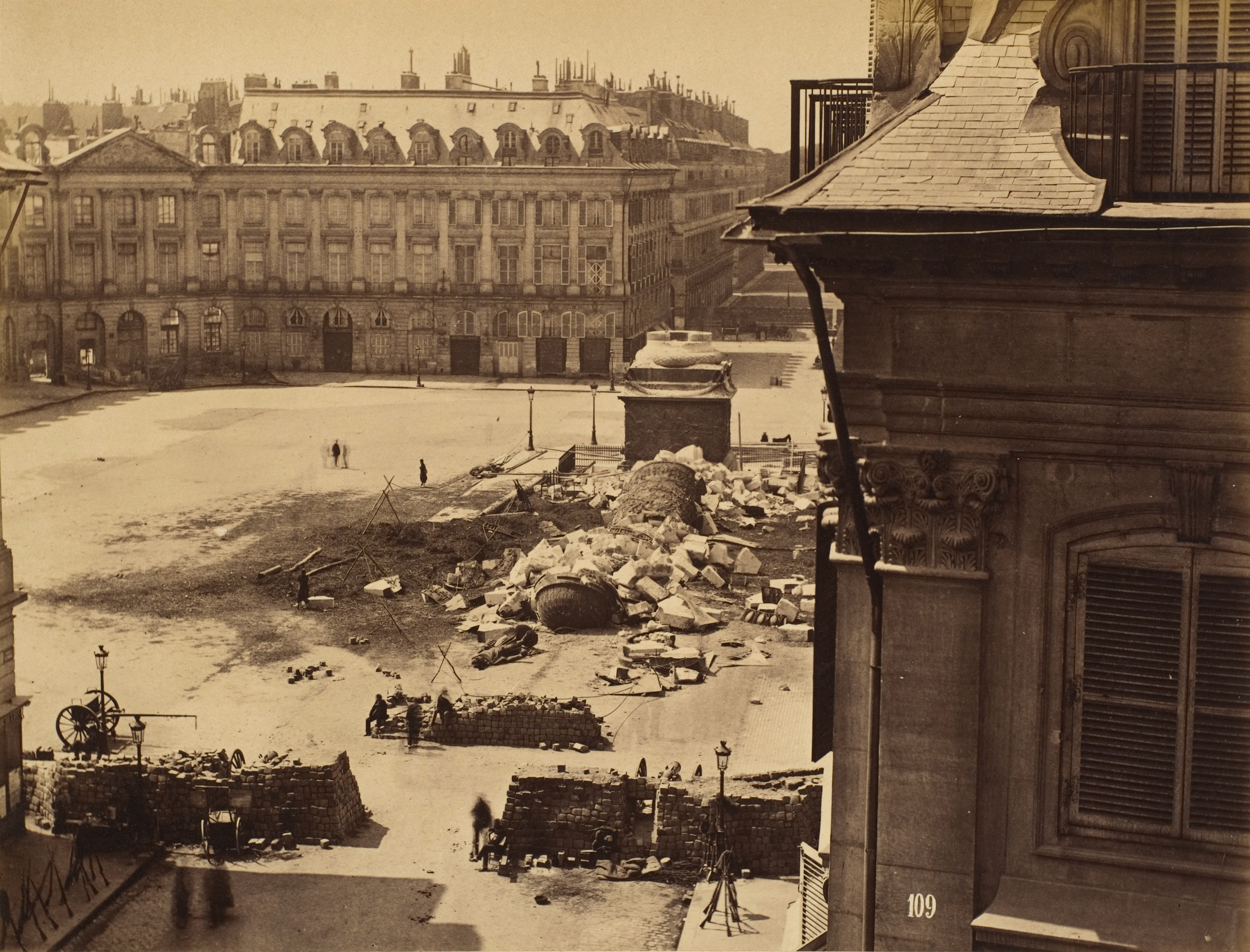
Cột Vendôme bị binh lính Công xã phá hủy

- 1870 tới 1871: Quân Phổ vây hãm Paris từ 19 tháng 9 tới 1 tháng 3
- 1871, 26 tháng 3 tới 22 tháng 5: Công xã Paris.
- 1871, 23 tháng 5: Binh lính Công xã đốt cháy cung điện Tuileries.
- 1871, tháng 5 tới tháng 7: Binh lính Công xã bị hành hình, nhiều người đi tù khổ sai.
- 1875, 15 tháng 6: Đặt viên đá đầu tiên xây dựng nhà thờ Sacré-Cœur.
- 1876, 15 tháng 10: Nhật báo Le Petit Parisien phát hành số đầu tiên.
- 1877, 19 tháng 10: Hoàn thành đại lộ Opéra.
- 1878: Triển lãm thế giới
- 1878, 30 tháng 5: Thử nghiệm chiếu sáng bằng điện lần đầu ở đại lộ Opéra.
- 1879, tháng 7: Bắt đầu thiết lập hệ thống điện thoại.
- 1881: Chiếu sáng bằng điện ở các đại lộ lớn.

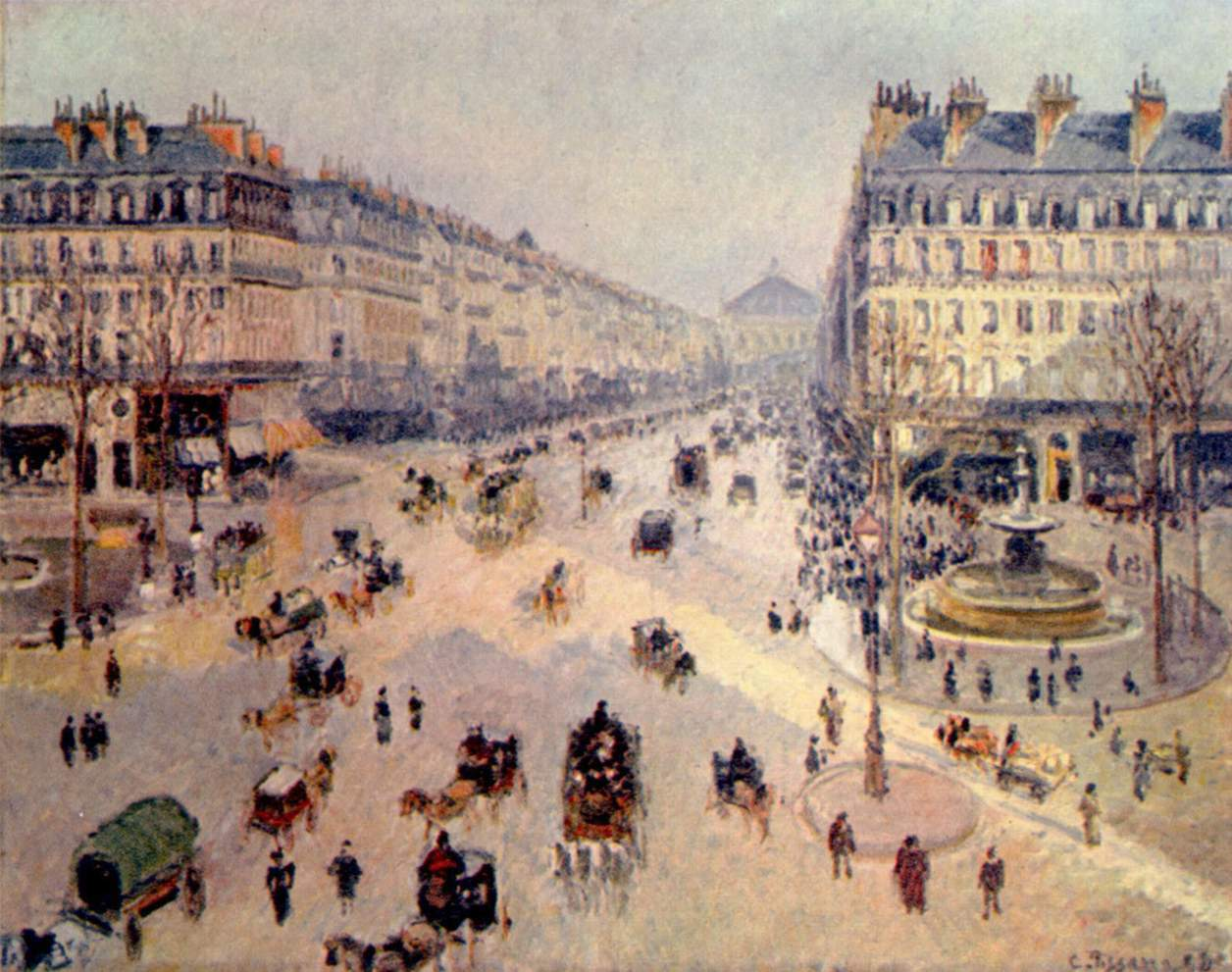
Đại lộ Opéra, tranh Camille Pissarro 1898

- 1887, tháng 1: Bắt đầu xây dựng tháp Eiffel.
- 1889: Triển lãm thế giới
- 1889, 2 tháng 4: Kết thúc xây dựng tháp Eiffel.
- 1889: Xuất bản niên bạ điện thoại đầu tiên của tỉnh Seine.
- 1891, 15 tháng 3: Sử dụng giờ thống nhất cho toàn nước Pháp với giờ chuẩn của Paris.
- 1893, 7 tháng 4: Mở cửa nhà hàng Maxim's.
- 1895: Khánh thành đại cửa hàng Galeries Lafayette.
- 1895, 22 tháng 10: Tại nạn tàu hỏa ở ga Montparnasse
- 1895, 28 tháng 12: Buổi chiếu phim đầu tiên của anh em nhà Lumière tại quán cà phê Grand Café, khai sinh nền điện ảnh.
- 1896, 10 tháng 9: Vòi rồng ở Paris, nhiều người chết.
- 1896: Do ô nhiễm, địa y ở vườn Luxembourg biến mất.
- 1897, 18 tháng 7: Khánh thành sân vận động Công viên các hoàng tử.
- 1898: Thống kê được 89 xe hơi và 94.255 xe đạp ở Paris.
- 1898, 26 tháng 10: Truyền tín hiệu không dây giữa tháp Eiffel và Điện Panthéon
- 1900: Triển lãm thế giới và Thế vận hội.
- 1990, 4 tháng 6: Khánh thành nhà ga Orsay.
- 1900, 19 tháng 7: Hoàn thành tuyến tàu điện ngầm đầu tiên giữa Vincennes và cửa ô Maillot.

### Thế kỷ 20
- 1901: Dân số Paris đạt 2.714.068 người.
- 1903, 10 tháng 8: Tại nạn tàu điện ngầm ở trạm Couronnes, 84 người chết.

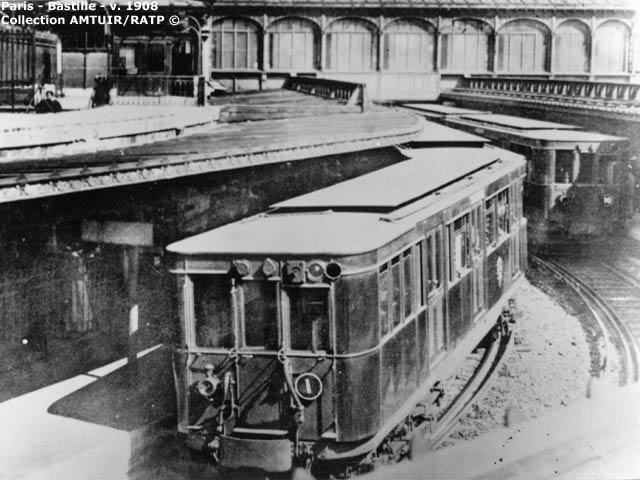
Tàu điện ngầm ở ga Bastille, 1908

- 1904, 18 tháng 4: Phát hành số đầu tiên của nhật báo L'Humanité, ban đầu theo hướng xã hội, về sau nghiêng về cộng sản.
- 1907, 25 tháng 3: Lần đầu áp dụng xe cộ lưu thông đúng chiều thành vòng tròn tại quảng trường Étoile.
- 1909, 13 tháng 9: Phố Mogador thành đường một chiều đầu tiên.
- 1910,: Thống kê được 10.800 xe hơi và 261.723 xe đạp ở Paris.
- 1910, 28 tháng 1: Lụt sông Seine. Lưu lượng nước 2400 m³ / giây. Mực nước lên 8,62 m
- 1910, 14 tháng 5: Lần đầu tiên tấn công nhà băng có sử dụng xe hơi.
- 1912: Biển hiệu đầu tiên dùng áng sáng đèn nê-ông ở đại lộ Montmartre.
- 1911, 22 tháng 8: Bức Mona Lisa ở bảo tàng Louvre bị đánh cắp.
- 1913, 24 tháng 12: Cây thông Noel khổng lồ lần đầu ở đại lộ Champs-Élysées.
- 1914, 31 tháng 7: Chính trị gia Jean Jaurès bị ám sát ở quán cà phê Croissant, 146 phố Montmartre.
- 1914, 16 tháng 9: Xe taxi của Paris bị trưng dụng để chuyên trở quân đội ra chiến trường.
- 1916, 30 tháng 7: Hoàn thành sân vận động Jean Bouin.
- 1918, 30 tháng 1 tới 11 tháng 3: Không quân Đức ném bom, nhiều người chết.
- 1918, 23 tháng 3 tới 16 tháng 9:  Pariser Kanonen, Paris bị Quân đội Đức nã pháo, nhiều người chết.
- 1919: Thống kê được 50.000 tai nạn giao thông ở Paris, trong đó 34.000 liên quan tới xe hơi.
- 1921: Dân số Paris đạt 2.906.472 người.
- 1924: Thế vận hội ở Paris.
- 1927, 21 tháng 5: Phi công người Mỹ Charles Lindbergh được đón trào như anh hùng ở Paris sau khi bay qua bắc Đại Tây Dương.
- 1928, 29 tháng 7: Hoàn thành sân quần vợt Roland-Garros.
- 1928: Bắt đầu sử dụng hệ thống đèn giao thông, giảm các tai nạn.
- 1931, 14 tháng 4: Buổi phát truyền hình đầu tiên.
- 1934, 6 tháng 2: Nổi loạn ở Paris chống lại « sự biến chất của nghị viện », 11 người chết.
- 1934, 2 tháng 6: Khánh thành Vườn thú Vincennes.
- 1936, 9 tháng 9: Henri Langlois thành lập Cinémathèque française.
- 1937, 15 tháng 3: Kết thúc tàu điện kiểu cũ ở Paris.
- 1937: Triển lãm thế giới.
- 1940, 3 tháng 6: Quân đội Đức ném bom, 250 người chết.
- 1940, 10 tháng 6: Chính phủ rời Paris tới Tours rồi Bordeaux.
- 1940, 11 tháng 11: Sinh viên biểu tình ở đại lộ Champs-Élysées.
- 1942, 29 tháng 5: Bắt buộc người Do Thái đeo ngôi sao màu vàng.
- 1942, 16-17 tháng 7: Bắt bớ 13.000 người Do Thái ở Paris.
- 1943, 3 tháng 9: Đồng Minh ném bom, 400 người chết.

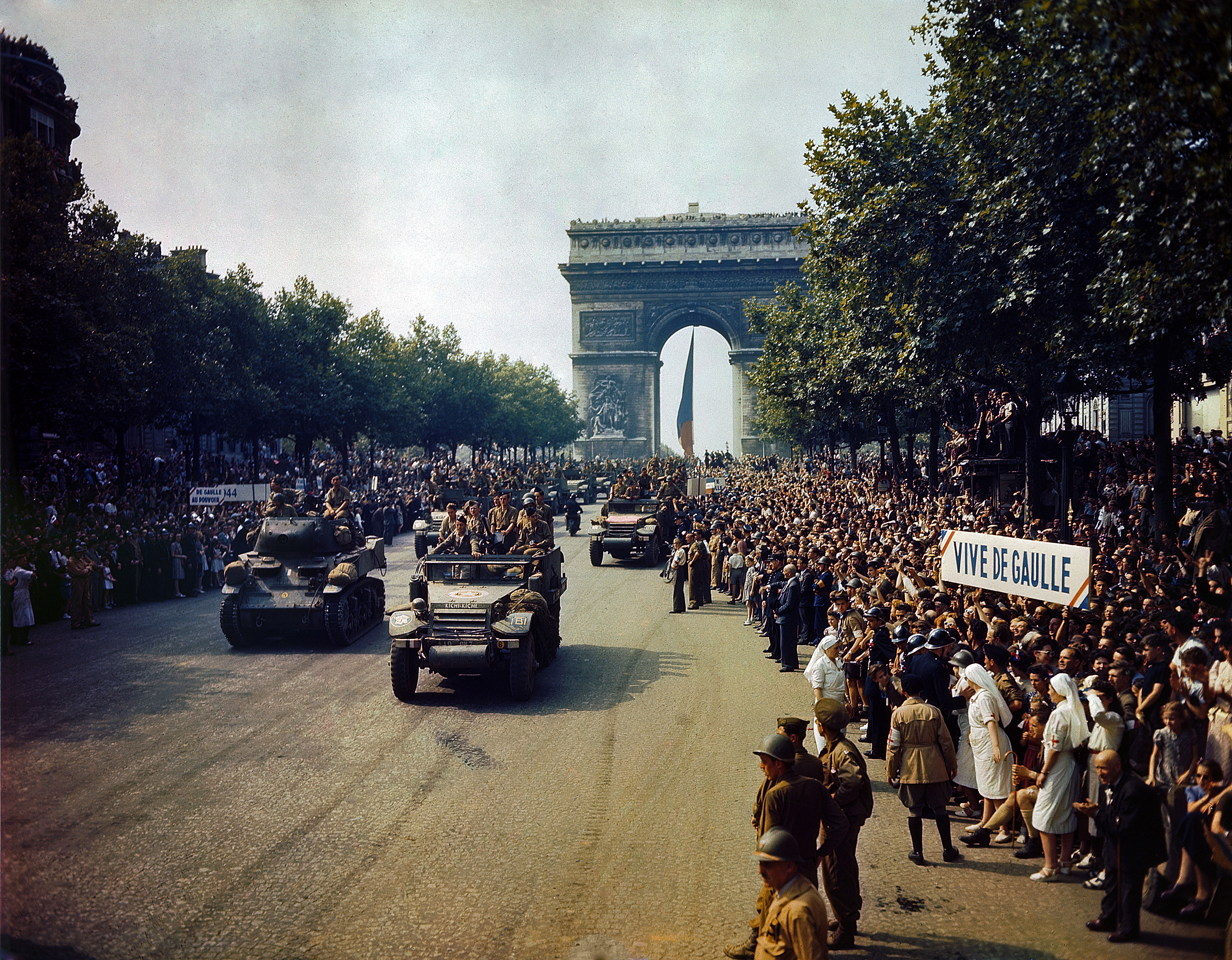
Giải phóng Paris, 1944

- 1944, 21 tháng 4: Đồng Minh ném bom, 600 người chết.
- 1944, 26 tháng 4: Thống chế Philippe Pétain về thăm Paris lần đầu tiên kể từ năm 1940.
- 1944, 19 tháng 8-25 tháng 8: Giải phóng Paris
- 1944, 22 tháng 8: Nhật báo Le Parisien Libéré phát hành số đầu tiên.
- 1944, 18 tháng 12: Nhật báo Le Monde phát hành số đầu tiên.
- 1946: Dân số Paris đạt 2.725.374 người.
- 1946, 28 tháng 2: Nhật báo thể thao L'Équipe phát hành số đầu tiên.
- 1946, 13 tháng 4: Đóng cửa các nhà thổ.
- 1947, 12 tháng 2: Buổi trình diễn thời trang Haute couture đầu tiên của Christian Dior.
- 1948, 21 tháng 3: Thành lập công ty giao thông cộng cộng RATP.
- 1951, 6 tháng 7: Kỷ niệm 2 nghìn năm Paris.
- 1962, 17 tháng 1: « Đêm xanh », một loạt vụ khủng bố của tổ chức OAS.
- 1962, 8 tháng 2: Biểu tình chống OAS. Tám người chết ở trạm tàu điện ngầm Charonne.
- 1963, 14 tháng 10: Hoàn thành công trình Maison de la Radio.
- 1965, 6 tháng 4: Các xe hơi Paris bắt đầu mang biên số « 75 ».
- 1967, 29 tháng 11: Khánh thành xa lộ A1 Paris-Lille.
- 1968, 3 tháng 5: Đội chống bạo động CRS can thiệp ở Sorbonne.
- 1968, 10 tháng 5: Sinh viên nổi loạn ở khu phố La Tinh.
- 1968, 30 tháng 5: Diễu hành ủng hộ Charles de Gaulle.
- 1968, 1 tháng 10: Chung một vé duy nhất cho cả buýt và tàu điện ngầm ở Paris
- 1973, 6 tháng 2: Cháy ở Trung học Édouard-Pailleron, 20 người chết.
- 1973, 25 tháng 4: Khánh thành đại lộ vành đai.
- 1973, 13 tháng 9: Khánh thành tháp Montparnasse.
- 1975, 1 tháng 1: Bắt đầu sử dụng thẻ giao thông công cộng Carte orange cho cả tháng.
- 1977, 31 tháng 1: Khánh thành Trung tâm Georges-Pompidou.
- 1977, 25 tháng 3: Jacques Chirac trúng cử thị trưởng Paris.
- 1977, 8 tháng 12: Khánh thành nhà ga métro/RER Châtelet-les-Halles.
- 1979, 1 tháng 5: « Đêm xanh », một loạt 12 cuộc tấn công khủng bố của tổ chức FLNC.
- 1979, 4 tháng 9: Khánh thành trung tâm thương mại Forum des Halles.
- 1980, 3 tháng 10: Tấn công khủng bố nhà thờ Do Thái phố Copernic, 4 người chết.
- 1981, 22 tháng 9: Khánh thành tuyến TGV giữa Paris và Lyon.
- 1983: Bắt đầu sửa chữa bảo tàng Louvre do tổng thống François Mitterrand quyết định và kéo dài trong 10 năm.
- 1984, 12 tháng 1: Khánh thành phòng biểu diễn Zénith và Công viên La Villette.
- 1984, 3 tháng 2: Khánh thành Khu thể thao liên hợp Paris-Bercy.
- 1985-1986,: Một loạt các cuộc tấn công khủng bố Hồi giáo ở Paris.
- 1986: Khánh thành Cité des Sciences et de l'Industrie ở Công viên La Villette.
- 1986, 9 tháng 12: Mở cửa bảo tàng Orsay.
- 1989, 14 tháng 7: Lễ kỷ niệm hai trăm năm phá ngục Bastille. Nhân dịp này khánh thành nhiều công trình mới: Grande Arche nơi diễn ra hội nghị G7 và Opéra Bastille, triển lãm lịch sử Cách mạng Pháp...
- 1995, 22 tháng 5: Jacques Chirac trở thành Tổng thống Pháp, Jean Tiberi thay chức thị trưởng Paris.
- 1995, 17 tháng 10: Tấn công khủng bố giữa hai nhà ga RER Musée d'Orsay và Saint-Michel.
- 1996, 17 tháng 12: Khánh thành và mở cửa thư viện mang tên Francois Mitterrand ở phố Tolbiac, quận 13.
- 1998, 28 tháng 1: Tổng thống Jacques Chirac khánh thành Stade de France.
- 1998, 12 tháng 7: Đội tuyển bóng đá Pháp dành Giải vô địch tại Stade de France.
- 1999: Dân số Paris đạt 2.125.246 người.
- 1999, 27 tháng 12: Bão lớn, sức gió kỷ lục 169 km / giờ ở Paris. Hơn 220 km / giờ ở đỉnh tháp Eiffel.
- 2000: Năm nhiều mưa nhất ở Paris: 900 mm so với 650 mm trung bình.
- 2000, 21 tháng 12: Khánh thành bệnh viện châu Âu Georges-Pompidou.

### Thế kỷ 21
- 2001, 18 tháng 3: Đảng viên Đảng Xã hội Bertrand Delanoë trúng cử chức thị trưởng Paris.

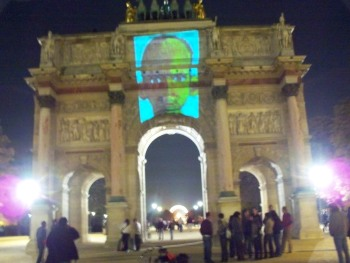
Lễ hội Nuit Blanche 2007

- 2002, 21 tháng 7 tới 18 tháng 8: Paris-Plage được tổ chức lần đầu, thay đổi bờ sông Seine với 1000 tấn cát và các cây cọ, ghế vải làm bãi biển nhân tạo.
- 2002, 5 tháng 10: Lễ hội Nuit Blanche - Đêm trắng lần đầu tiên với các hoạt động nghệ thuật trong suốt đêm.
- 2003: Nắng nóng mùa hè, đặc biệt hai đợt tháng 6 và tháng 8, 15.000 người chết ở Pháp. Ở Paris, 9 ngày liên tiếp từ 4 tới 12 trên 35 °C. Mùa hè nóng nhất ở Paris kể từ khi có thống kê vào 1757.
- 2005, 15 tháng 4: Một vụ cháy khách sạn gần Opéra Garnier, 20 người chết.
- 2005, tháng 11: Một cuộc nổi loạn vùng ngoại ô, bắt đầu từ Clichy-sous-Bois, nhanh chóng lan khi khắp ngoại thành Paris rồi cả nước Pháp.
- 2006, tháng 3: Sinh viên Paris biểu tình.
- 2006, 16 tháng 12: Hoàn thành tuyến tàu điện (tramway) dài 7,9 km giữa cầu Garagliano và cửa ô Ivry.
- 2007, 15 tháng 7: Khánh thành hệ thống xe đạp tự do trong thành phố Vélib'.